# 美的站
美的站是广州地铁7号线的车站，位于中国广东省佛山市顺德区顺德大道（105国道）与美的大道交叉口西北侧地底，在2022年5月1日随广州地铁7號線西延段开通而启用。

## 车站结构

### 车站楼层
本站共有二层，车站全长309m。地面为车站各出入口，周边为美的大道、顺德大道及附近建築，地下一層為站廳，地下二層為广州地铁7號綫月台。
| 地下一层 | 站厅                       | 售票機、客服中心、商店、警务室、安检设施  |  |  |
| 地下二层 | 2 站台                     | █广州7号线 美的大道方向（下站：北滘公园） |  |  |
|          | 岛式站台（卫生间、母婴室） |                                           |  |  |
|          | 1 站台                     | █广州7号线 燕山方向（下站：南涌）         |  |  |

### 站厅
美的站站厅设于地下一层，站厅主要设有售票机、客服中心等设施。
为方便行人进出，站厅东南一侧被划分为收费区，收费区内设有4条扶手电梯、1组三向楼梯以及1台专用电梯以方便乘客来往月台层。
本站以临近的美的集团命名，因此站厅内设有多个由该集团赞助的展陈装置，供来访乘客拍照、互动。

### 月台
本站设有一个岛式月台，位于顺德大道地底，本站的卫生间和母婴室设于站台往美的大道的一端。
另外，站台東端（往廣州方向）设有一组交叉渡线。

### 出入口
美的站现时设有4个出入口供乘客进出，当中B1口于2023年3月31日启用。
|                                           |                                                       |      |          |                                                                                                   |
| 編號                                      | 设施                                                  | 图像 | 出口指示 | 建議前往的目的地                                                                                  |
| A                                         | 盲道标志 · 无障碍通道标志 · 升降机标志 · 扶手电梯标志 |      | 美的大道 | 105国道、君兰国际高尔夫生活村、美的集团、盈峰中心、丰明中心、和美术馆、怡和中心、美的地铁站公交站 |
| B1                                        | 扶手电梯标志                                          |      | 美的大道 | 105国道、郑氏宗祠、林头居委会                                                                     |
| B2                                        | 扶手电梯标志                                          |      | 美的大道 | 105国道                                                                                           |
| C                                         | 盲道标志 · 无障碍通道标志 · 升降机标志 · 扶手电梯标志 |      | 105国道  | 林头上涌村、美的地铁站公交站                                                                      |
| 註： 設有 \| 設有 \| 設有 \| 設有扶手電梯 |                                                       |      |          |                                                                                                   |

## 接驳交通
| 巴士 \| 编号 \| 编号 \| 线路 \| 线路 \| 线路 \| 收费 \| 备注 \| \| ------ \| ---- \| ------------------ \| ------------------------ \| ---------- \| ----- \| ---- \| \| \| 332A \| 美的微波电器工业园 \| 平日 ⇆ \| 三桂村 \| 2–3元 \| \| \| 圩日 ⇆ \| 332A \| 美的微波电器工业园 \| 三桂大道 \| \| 2–3元 \| \| \| \| 332B \| 博智林总部 \| ⇆ \| 北滘公园 \| 2–3元 \| \| \| \| 353 \| 碧桂园·印象花城 \| ⇆ \| 北滘公园 \| 2–3元 \| \| \| \| 933 \| 都宁寨边村 \| 主线 ⇆ \| 龙涌市场 \| 2元 \| \| \| 特班 ⇆ \| 933 \| 都宁寨边村 \| 西南工业区（德尔玛公司） \| \| 2元 \| \| \| \| K335 \| 美的地铁站 \| ⇆ \| 花溪公园北 \| 3–5元 \| \| |      |                    |                          |            |       |      |
| 编号 | 编号 | 线路               | 线路                     | 线路       | 收费  | 备注 |
| | 332A | 美的微波电器工业园 | 平日 ⇆                   | 三桂村     | 2–3元 |      |
| 圩日 ⇆ | 332A | 美的微波电器工业园 | 三桂大道                 |            | 2–3元 |      |
| | 332B | 博智林总部         | ⇆                        | 北滘公园   | 2–3元 |      |
| | 353  | 碧桂园·印象花城    | ⇆                        | 北滘公园   | 2–3元 |      |
| | 933  | 都宁寨边村         | 主线 ⇆                   | 龙涌市场   | 2元   |      |
| 特班 ⇆ | 933  | 都宁寨边村         | 西南工业区（德尔玛公司） |            | 2元   |      |
| | K335 | 美的地铁站         | ⇆                        | 花溪公园北 | 3–5元 |      |

## 历史
本站南侧为林头村，故车站在规划和建设期间被称为林头站。车站主体结构于2019年8月25日封顶。2021年，车站定名为美的站。
2021年11月12日，本站的属地管理、调度指挥、设备设施使用管理“三权”移交予运营方。
2022年5月1日14时，本站随7号线西延段开通而启用。
2022年年末疫情期间，本站曾受防控措施影响，于11月28日至11月30日晚暂停服务。

## 车站命名
由于车站北面为美的集团总部，车站于2021年中定名为美的站，英文名亦根据美的集团的英文定为Midea Station。由于车站位于佛山市，不在广州市，不受《广州市地铁车站命名规则》第八条第（一）款约束，且命名过程依照的《广东省地名管理条例》并无类似规定，故本站命名不违规。惟2022年5月1日施行的修订版国务院《地名管理条例》规定，交通设施不可以企业名称或商标名称作地名，故本站成为广佛地铁线网内首个、亦可能是最后一个完全以企业名命名的车站。